# Техада Сорсано, Хосе Луис
Хосе Луис Техада Сорсано (исп. José Luis Tejada Sorzano; 12 января 1882, Ла-Пас — 4 октября 1938, Арика, Чили) — боливийский правовед и политик, которого военные назначили президентом страны на время Чакской войны.

## Политическая карьера
Всю сознательную жизнь был членом Либеральной партии, которая непрерывно правила страной с 1899 до 1920 год. Техада стал членом Конгресса в 1914 году, занимал пост министра финансов в администрации президента Хосе Гутьерреса в 1917 году. В 1931 году его партия объединила усилия с Республиканской партией Даниэля Саламанки во время выборов. После победы последнего на выборах Техада занял пост вице-президента. Новая администрация сразу столкнулась со значительными экономическими проблемами, связанными с мировым кризисом и Чакской войной между Боливией и Парагваем (1932—1935).
Во время пребывания на посту вице-президента Техада не отличился чем-то особенным. В этом кабинете он играл второстепенную роль, равно как и внутри партии, реальным лидером которой был 70-летний бывший дважды президент страны Исмаэль Монтес (умер 1933). Однако ситуация коренным образом изменилась, когда Саламанка был отстранен от власти в результате военного переворота 27 ноября 1934 года. По разным причинам военные решили сами не брать власть в свои руки, поэтому новым главой государства стал Техада.
С приходом Техада на пост президента либералы вернулись к власти впервые за 14 лет. Почти сразу Техада выхлопотал себе продление срока полномочий на год, чтобы находиться у власти до окончания войны, которая имела катастрофические последствия для Боливии. Военные действия продолжались с переменным успехом. Пока наконец в июне 1935 года не было подписано соглашение о прекращении огня.
Несмотря на все положительные стороны Техада, военные, очевидно, изначально не воспринимали его как лидера государства, а только как лояльного исполнителя замыслов генерального штаба. Постепенно авторитет Техада начал падать не только среди военных, но и среди остального населения.
В то же время администрация Техада имела значительные экономические проблемы. Все это привело к тому, что он был окончательно отстранен от власти в результате очередного военного переворота под руководством майора Хермана Буша. Последний назначил на пост президента полковника Хосе Давида Торо.
Техада умер в Чили через два года, 4 октября 1938 года.